# 神奈川県第8区
神奈川県第8区（かながわけんだい8く）は、日本の衆議院議員総選挙における選挙区。1994年（平成6年）の公職選挙法改正で設置。

## 区域

### 現在の区域
2022年（令和4年）公職選挙法改正以降の区域は以下のとおりである。都筑区荏田地区は19区に移行したため、2017年以前の区域に戻った。
- 横浜市
  - 緑区
  - 青葉区

### 2017年から2022年までの区域
2017年（平成29年）公職選挙法改正から2022年の小選挙区改定までの区域は以下のとおりである。2017年の区割り変更により、都筑区荏田地区は7区から本区に移行。
- 横浜市
  - 緑区
  - 青葉区
  - 都筑区（荏田地区）
    - 荏田東町、荏田東1〜4丁目、荏田南町、荏田南1〜5丁目、大丸

### 2002年から2017年までの区域
2002年（平成14年）公職選挙法改正から2017年の小選挙区改定までの区域は以下のとおりである。2002年の区割り変更により、緑区が7区から本区に、川崎市宮前区が本区から18区へ移行。
- 横浜市
  - 緑区
  - 青葉区

### 2002年以前の区域
1994年（平成6年）公職選挙法改正から2002年の小選挙区改定までの区域は以下のとおりである。
- 横浜市
  - 青葉区
- 川崎市
  - 宮前区

## 歴史
2002年以降の区割りは中選挙区制時代に、全域が神奈川県第1区に属した。1994年（平成6年）の小選挙区設置後、2002年（平成14年）及び2017年（平成29年）の区割り改正を経て、現行の区域に改められた。本選挙区は、東急田園都市線や横浜市営地下鉄（ブルーライン及びグリーンライン）など、交通網の整備によって急速に都市化が進み、人口が増加したため、神奈川県内ではあるが東京都への通勤・通学者が多い、東京のベッドタウンとも言える地域にある。
1996年（平成8年）の第41回衆議院議員総選挙では、地元青葉区出身の中田宏が新進党から出馬して当選し、社会民主党の伊藤茂が比例復活した。2000年（平成12年）の第42回衆議院議員総選挙では、中田が無所属の会（会派：民主党・無所属クラブ）から出馬して自由民主党の江田憲司を破り連続当選。中田は2002年（平成14年）に横浜市長選挙への出馬を表明して衆議院議員を辞職し、同年10月の補欠選挙では自民党を離党して無所属で出馬した江田が初当選した。
2003年（平成15年）の第43回衆議院議員総選挙でも江田は無所属で挑んだが、横浜市長となった中田の全面的な支援を受けた民主党の岩國哲人に1,970票差で敗れた。
2005年（平成17年）の第44回衆議院議員総選挙では、小選挙区で江田が議席を奪還。9,238票差で敗れた岩國と自民党の福田峰之が比例復活した。2009年（平成21年）の第45回衆議院議員総選挙では、新たに設立されたみんなの党の幹事長となった江田が当選し、民主党の山崎誠が比例復活したが、自民党への逆風を受けた福田は比例復活もできず議席を失った。2012年（平成24年）の第46回衆議院議員総選挙でも小選挙区では江田が当選。福田が比例復活で国政復帰した。
2013年（平成25年）12月、江田はみんなの党を離党して結いの党を立ち上げた。2014年（平成26年）9月、結いの党は日本維新の会と合流して維新の党を結成し、江田は共同代表となった。同年12月の第47回衆議院議員総選挙では、小選挙区で江田が当選し、福田が再び比例復活した。2016年（平成28年）3月に維新の党は民主党と合流し民進党と改称、江田は代表代行に収まった。2017年（平成29年）10月の第47回衆議院議員総選挙では福田が自民党を離党し希望の党へ移籍、落下傘候補として東京5区へ鞍替えしたこと受けて自民党は元みんなの党所属の三谷英弘を擁立。一方、江田は民進党の混乱を受けて無所属で出馬し、江田が当選。三谷は比例復活した。
2021年（令和3年）の第49回衆議院議員総選挙で江田は立憲民主党に所属となり野党統一候補として、三谷との一騎打ちを制し、三谷は再び比例復活に回った。江田は自己最多得票を記録したものの、三谷は江田に約13000票差まで迫り、2人の差は縮まった。
2024年（令和6年）の第50回衆議院議員総選挙で江田は三谷との得票差を広げたが、三谷は比例復活した。
当選挙区は比例復活を除き自由民主党公認候補が当選したことは無い。ただし、江田憲司は前述の通り元自民党員で、第42回衆議院議員総選挙では自民党公認で出馬している。また、中田と岩國は衆議院議員を辞職後、自民党に入党している。

## 小選挙区選出議員
| 選挙名                   | 年     | 当選者   | 党派       | 備考                             |
| ------------------------ | ------ | -------- | ---------- | -------------------------------- |
| 第41回衆議院議員総選挙   | 1996年 | 中田宏   | 新進党     |                                  |
| 第42回衆議院議員総選挙   | 2000年 | 中田宏   | 無所属の会 |                                  |
| 第42回衆議院議員補欠選挙 | 2002年 | 江田憲司 | 無所属     | 中田宏の横浜市長選挙出馬に伴う。 |
| 第43回衆議院議員総選挙   | 2003年 | 岩國哲人 | 民主党     |                                  |
| 第44回衆議院議員総選挙   | 2005年 | 江田憲司 | 無所属     |                                  |
| 第45回衆議院議員総選挙   | 2009年 | 江田憲司 | みんなの党 |                                  |
| 第46回衆議院議員総選挙   | 2012年 | 江田憲司 | みんなの党 |                                  |
| 第47回衆議院議員総選挙   | 2014年 | 江田憲司 | 維新の党   |                                  |
| 第48回衆議院議員総選挙   | 2017年 | 江田憲司 | 無所属     | 2017年区割変更後最初の選挙       |
| 第49回衆議院議員総選挙   | 2021年 | 江田憲司 | 立憲民主党 |                                  |
| 第50回衆議院議員総選挙   | 2024年 | 江田憲司 | 立憲民主党 |                                  |

## 選挙結果
時の内閣：第1次石破内閣 解散日：2024年10月9日 公示日：2024年10月15日
当日有権者数：40万8462人 最終投票率：58.73%（前回比：0.64%） （全国投票率：53.85%（2.08%））
| 当落 | 候補者名 | 年齢 | 所属党派   | 新旧 | 得票数    | 得票率 | 惜敗率 | 推薦・支持 | 重複 |
| ---- | -------- | ---- | ---------- | ---- | --------- | ------ | ------ | ---------- | ---- |
| 当   | 江田憲司 | 68   | 立憲民主党 | 前   | 119,971票 | 51.41% | ――     |            | ○    |
| 比当 | 三谷英弘 | 48   | 自由民主党 | 前   | 95,832票  | 41.07% | 79.88% | 公明党推薦 | ○    |
|      | 飯田能生 | 62   | 日本共産党 | 新   | 17,558票  | 7.52%  | 14.64% |            |      |

時の内閣：第1次岸田内閣 解散日：2021年10月14日 公示日：2021年10月19日
当日有権者数：42万7843人 最終投票率：59.37%（前回比：5.78%） （全国投票率：55.93%（2.25%））
| 当落 | 候補者名 | 年齢 | 所属党派   | 新旧 | 得票数    | 得票率 | 惜敗率 | 推薦・支持 | 重複 |
| ---- | -------- | ---- | ---------- | ---- | --------- | ------ | ------ | ---------- | ---- |
| 当   | 江田憲司 | 65   | 立憲民主党 | 前   | 130,925票 | 52.60% | ――     |            | ○    |
| 比当 | 三谷英弘 | 45   | 自由民主党 | 前   | 117,963票 | 47.40% | 90.10% | 公明党推薦 | ○    |

時の内閣：第3次安倍第3次改造内閣 解散日：2017年9月28日 公示日：2017年10月10日
当日有権者数：42万568人 最終投票率：53.59%（前回比：3.00%） （全国投票率：53.68%（1.02%））
| 当落 | 候補者名 | 年齢 | 所属党派          | 新旧 | 得票数    | 得票率 | 惜敗率 | 推薦・支持 | 重複 |
| ---- | -------- | ---- | ----------------- | ---- | --------- | ------ | ------ | ---------- | ---- |
| 当   | 江田憲司 | 61   | 無所属 (民進党籍) | 前   | 119,280票 | 54.18% | ――     |            |      |
| 比当 | 三谷英弘 | 41   | 自由民主党        | 元   | 74,119票  | 33.67% | 62.14% | 公明党     | ○    |
|      | 加藤リカ | 45   | 日本共産党        | 新   | 21,241票  | 9.65%  | 17.81% |            |      |
|      | 大西恒樹 | 53   | フェア党          | 新   | 5,518票   | 2.51%  | 4.63%  |            |      |

- 三谷は第46・47回は東京5区から立候補した。
- 大西は第25回参議院議員通常選挙にれいわ新選組公認で比例区から立候補したが落選。

時の内閣：第2次安倍改造内閣 解散日：2014年11月21日 公示日：2014年12月2日
当日有権者数：38万6783人 最終投票率：56.59%（前回比：6.41%） （全国投票率：52.66%（6.66%））
| 当落 | 候補者名 | 年齢 | 所属党派   | 新旧 | 得票数    | 得票率 | 惜敗率 | 推薦・支持 | 重複 |
| ---- | -------- | ---- | ---------- | ---- | --------- | ------ | ------ | ---------- | ---- |
| 当   | 江田憲司 | 58   | 維新の党   | 前   | 116,189票 | 54.49% | ――     |            |      |
| 比当 | 福田峰之 | 50   | 自由民主党 | 前   | 73,032票  | 34.25% | 62.86% | 公明党     | ○    |
|      | 若林靖久 | 29   | 日本共産党 | 新   | 24,024票  | 11.27% | 20.68% |            |      |

時の内閣：野田第3次改造内閣 解散日：2012年11月16日 公示日：2012年12月4日
当日有権者数：38万2436人 最終投票率：63.00% （全国投票率：59.32%（9.96%））
| 当落 | 候補者名   | 年齢 | 所属党派   | 新旧 | 得票数    | 得票率 | 惜敗率 | 推薦・支持 | 重複 |
| ---- | ---------- | ---- | ---------- | ---- | --------- | ------ | ------ | ---------- | ---- |
| 当   | 江田憲司   | 56   | みんなの党 | 前   | 127,294票 | 54.11% | ――     |            | ○    |
| 比当 | 福田峰之   | 48   | 自由民主党 | 元   | 60,643票  | 25.78% | 47.64% | 公明党     | ○    |
|      | 伊藤久美子 | 53   | 民主党     | 新   | 33,769票  | 14.36% | 26.53% | 国民新党   | ○    |
|      | 釘丸進     | 39   | 日本共産党 | 新   | 13,526票  | 5.75%  | 10.63% |            |      |

時の内閣：麻生内閣 解散日：2009年7月21日 公示日：2009年8月18日 （全国投票率：69.28%（1.77%））
| 当落 | 候補者名 | 年齢 | 所属党派   | 新旧 | 得票数    | 得票率 | 惜敗率 | 推薦・支持 | 重複 |
| ---- | -------- | ---- | ---------- | ---- | --------- | ------ | ------ | ---------- | ---- |
| 当   | 江田憲司 | 53   | みんなの党 | 前   | 128,753票 | 49.14% | ――     |            | ○    |
| 比当 | 山崎誠   | 46   | 民主党     | 新   | 74,544票  | 28.45% | 57.90% | 国民新党   | ○    |
|      | 福田峰之 | 45   | 自由民主党 | 前   | 54,480票  | 20.79% | 42.31% |            | ○    |
|      | 小島祐行 | 39   | 幸福実現党 | 新   | 4,246票   | 1.62%  | 3.30%  |            |      |

- 山崎は第46回は7区から立候補し落選（日本未来の党）、第48回は比例東北ブロックから立候補し当選（立憲民主党）、第49回は5区から立候補し比例復活当選（立憲民主党）。
- 岩國は、民主党から1区での立候補を打診されるも、これを辞退。翌年、自由民主党政務調査会顧問に就任した。

時の内閣：第2次小泉改造内閣 解散日：2005年8月8日 公示日：2005年8月30日 （全国投票率：67.51%（7.65%））
| 当落 | 候補者名 | 年齢 | 所属党派   | 新旧 | 得票数   | 得票率 | 惜敗率 | 推薦・支持 | 重複 |
| ---- | -------- | ---- | ---------- | ---- | -------- | ------ | ------ | ---------- | ---- |
| 当   | 江田憲司 | 49   | 無所属     | 元   | 88,098票 | 34.83% | ――     |            | ×    |
| 比当 | 岩國哲人 | 69   | 民主党     | 前   | 78,860票 | 31.18% | 89.51% |            | ○    |
| 比当 | 福田峰之 | 41   | 自由民主党 | 新   | 74,399票 | 29.41% | 84.45% |            | ○    |
|      | 山中栄司 | 61   | 日本共産党 | 新   | 11,578票 | 4.58%  | 13.14% |            |      |

時の内閣：第1次小泉第2次改造内閣 解散日：2003年10月10日 公示日：2003年10月28日 （全国投票率：59.86%（2.63%））
| 当落 | 候補者名 | 年齢 | 所属党派   | 新旧 | 得票数   | 得票率 | 惜敗率 | 推薦・支持 | 重複 |
| ---- | -------- | ---- | ---------- | ---- | -------- | ------ | ------ | ---------- | ---- |
| 当   | 岩國哲人 | 67   | 民主党     | 前   | 80,752票 | 38.68% | ――     |            | ○    |
|      | 江田憲司 | 47   | 無所属     | 前   | 78,782票 | 37.74% | 97.56% |            | ×    |
|      | 吉田隆嘉 | 39   | 自由民主党 | 新   | 39,434票 | 18.89% | 48.83% |            | ○    |
|      | 山中栄司 | 59   | 日本共産党 | 新   | 9,801票  | 4.69%  | 12.14% |            |      |

当日有権者数：人　最終投票率：%

| 当落 | 候補者名   | 年齢 | 所属党派   | 新旧 | 得票数   | 得票率 | 推薦・支持 |
| ---- | ---------- | ---- | ---------- | ---- | -------- | ------ | ---------- |
| 当   | 江田憲司   | 46   | 無所属     | 新   | 50,671票 | 40.48% |            |
|      | 山際大志郎 | 34   | 自由民主党 | 新   | 29,267票 | 23.38% |            |
|      | 折田明子   | 27   | 民主党     | 新   | 19,997票 | 15.98% |            |
|      | 大森興治   | 45   | 無所属     | 新   | 13,108票 | 10.47% |            |
|      | 宗田裕之   | 43   | 日本共産党 | 新   | 12,129票 | 9.69%  |            |

- 山際はこのあと新設される18区に転身し、後の衆議院選挙で5度当選。

時の内閣：第1次森内閣 解散日：2000年6月2日 公示日：2000年6月13日 （全国投票率：62.49%（2.84%））
| 当落 | 候補者名   | 年齢 | 所属党派   | 新旧 | 得票数   | 得票率 | 惜敗率 | 推薦・支持 | 重複 |
| ---- | ---------- | ---- | ---------- | ---- | -------- | ------ | ------ | ---------- | ---- |
| 当   | 中田宏     | 35   | 無所属の会 | 前   | 97,402票 | 44.54% | ――     | 民主党     | ×    |
|      | 江田憲司   | 44   | 自由民主党 | 新   | 58,787票 | 26.88% | 60.36% |            | ○    |
|      | 安田節子   | 53   | 社会民主党 | 新   | 21,642票 | 9.90%  | 22.22% |            | ○    |
|      | 相田弥智子 | 37   | 自由党     | 新   | 19,991票 | 9.14%  | 20.52% |            | ○    |
|      | 大庭裕子   | 39   | 日本共産党 | 新   | 18,988票 | 8.68%  | 19.49% |            |      |
|      | 原田悦子   | 37   | 自由連合   | 新   | 1,854票  | 0.85%  | 1.90%  |            |      |

時の内閣：第1次橋本内閣 解散日：1996年9月27日 公示日：1996年10月8日 （全国投票率：59.65%（8.11%））
| 当落 | 候補者名   | 年齢 | 所属党派   | 新旧 | 得票数   | 得票率 | 惜敗率 | 推薦・支持 | 重複 |
| ---- | ---------- | ---- | ---------- | ---- | -------- | ------ | ------ | ---------- | ---- |
| 当   | 中田宏     | 32   | 新進党     | 前   | 66,313票 | 35.93% | ――     |            |      |
|      | 松崎正策   | 49   | 自由民主党 | 新   | 39,862票 | 21.60% | 60.11% |            | ○    |
|      | 清水雅子   | 52   | 民主党     | 新   | 34,130票 | 18.49% | 51.47% |            | ○    |
| 比当 | 伊藤茂     | 68   | 社会民主党 | 前   | 22,806票 | 12.36% | 34.39% |            | ○    |
|      | 宇野スマ子 | 61   | 日本共産党 | 新   | 19,703票 | 10.67% | 29.71% |            |      |
|      | 佐々木健二 | 31   | 自由連合   | 新   | 1,770票  | 0.96%  | 2.67%  |            |      |